# 斯里兰卡猕猴
斯里蘭卡獼猴（學名：Macaca sinica）是分布於斯里蘭卡的獼猴，屬於靈長目獼猴科。其种加词sinica，意为“中华的”，尽管其并不分布于中国。

## 形态
斯里蘭卡獼猴（學名：Macaca sinica）屬靈長類動物，共有三個亞種。身長43－53 cm，雌猴體重為2.3－4.3 kg，雄猴體重為4.1－8.4 kg。為斯里蘭卡獨有的種類，該物種其突出的特徵是頭頂上有一撮鏇毛，體毛紅色或黃褐色，下體蒼白色；所有的個體都具有頰囊。營半樹棲生活，多棲息於森林、半落葉林，也常出沒於人類生活的場所，寺廟、園林都能見到其蹤影。食性雜，以植物果實樹葉為主。這種猴在斯里蘭卡古廟遍布的“文化三角”一帶比較常見，因此綽號為“寺廟猴”。
斯里蘭卡彌猴會成群結隊的生活，食物以昆蟲和水果為主。是斯里蘭卡的特有物種。主要以半樹棲的群居生活為主，常常出現於森林和半落葉林，也常出現於人類生活的地方，例如寺廟和果園，因而故名寺廟猴，一群數量可達到20隻左右，以數隻雄性，雌性和小猴子組成。雜食性，以植物嫩葉，果實，堅果，核果，樹葉，昆蟲和小動物為食。身長大約43－53公分，重2.4－8.4公斤。每年7月至隔年2月為繁殖季，但交配高峰期集中在8－11月。懷孕期5個月，每次產1仔。